# Delage

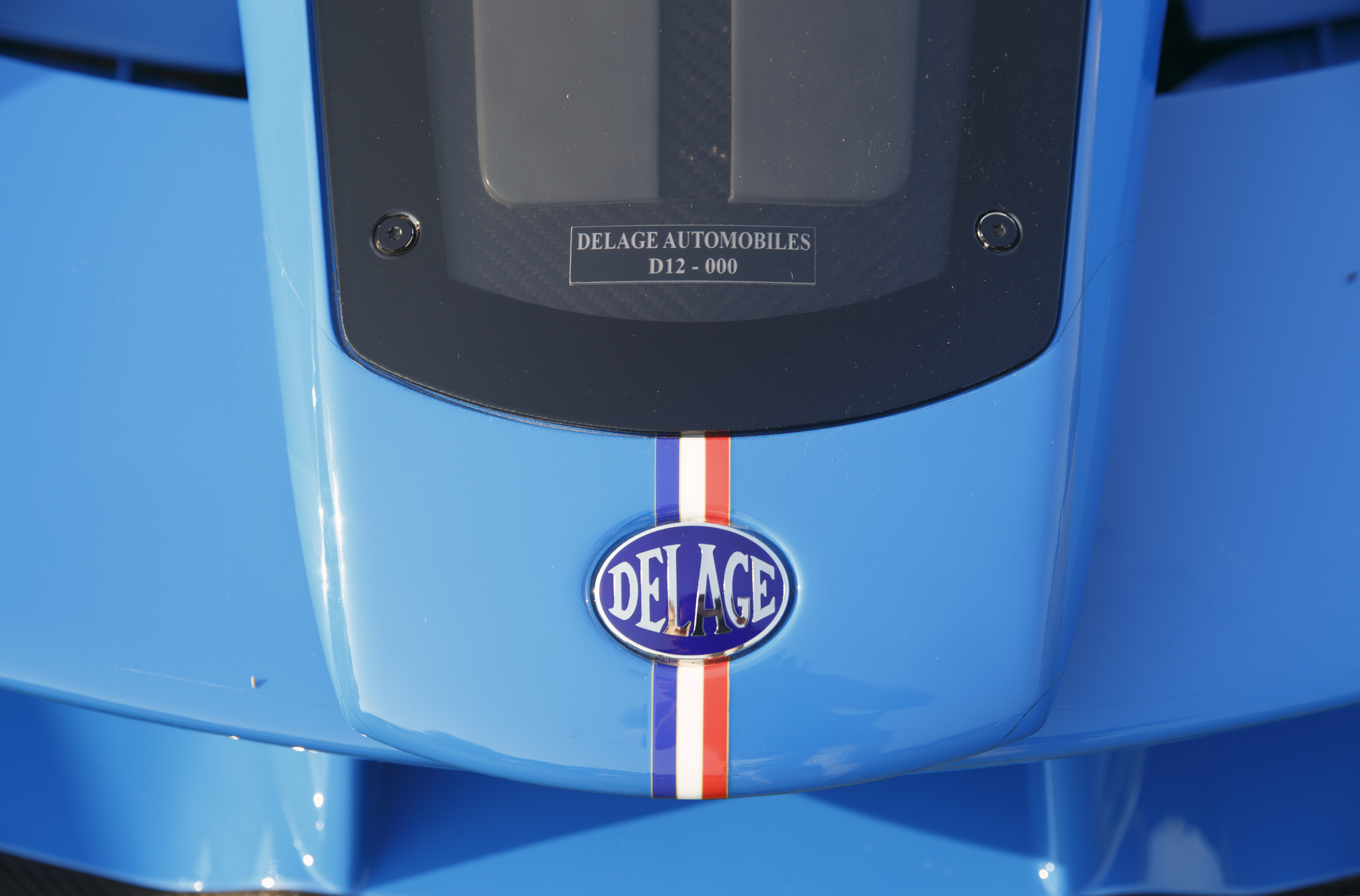

Delage, vanaf 1935 SAFAD (Société Anonyme Française des Automobiles Delage) is een Frans automerk. 
Delage werd in 1905 opgericht door Louis Delage in Levallois-Perret, bij Parijs. Delage, een jonge ambitieuze technicus, was daarvoor in dienst geweest van Peugeot. In het begin assembleerde Delage chassis en aandrijflijnen van andere fabrikanten op een zelfontworpen carrosserie, die ook weer werd betrokken van anderen.  
Na een verhuizing naar een groter pand, werd in 1908 de '500 km Dieppe Grand Prix' gewonnen en vanaf 1909 maakte Delage zijn eigen motoren en geavanceerde carrosserieën. In 1910 trad de Seine buiten haar oevers, zodat er opnieuw werd verhuisd, deze keer naar de Verdun Boulevard in Courbevoie in 1912. Tot in 1927 was Delage zeer succesvol in autoraces. Tijdens de oorlog werd de fabriek gebruikt voor de oorlogsindustrie. 
Delage had het erg zwaar tijdens de crisisperiode van de jaren 30 en het bedrijf heeft zichzelf vrijwillig opgeheven in 1935. De fabriek in Courbevoi werd gesloten en alle inventaris verkocht. Delahaye, een concurrerend Frans automerk, verkreeg een licentie om onder de naam Delage, auto's te bouwen en deed dat ook, tot in 1953 het merk van het toneel verdween. Het merk werd samen met Delahaye overgenomen door Hotchkiss in 1954.
Vanaf 2022 maakt Delage weer sportwagens te Magny-Cours met de Delage D12.

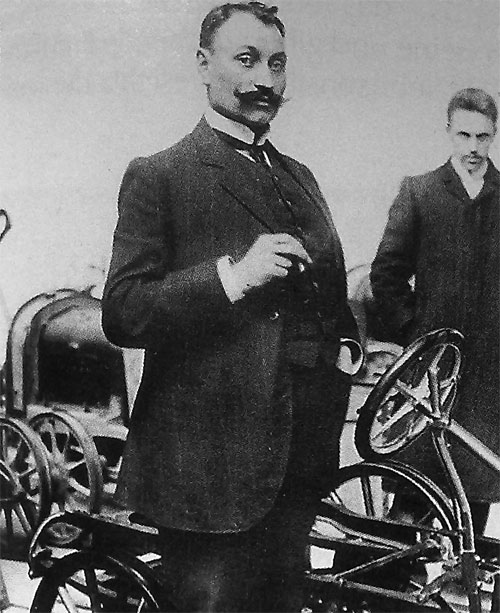
Louis Delage
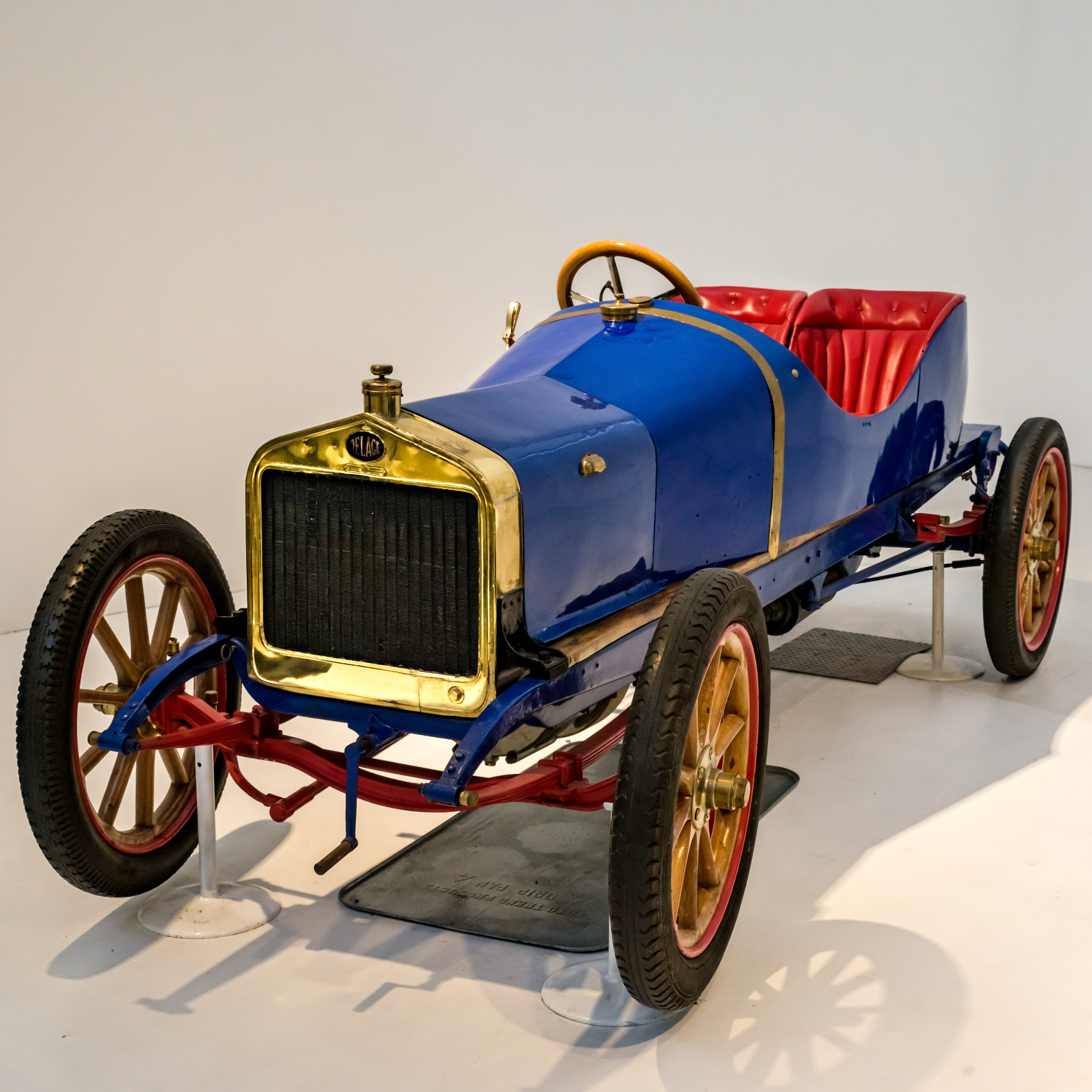
Delage Type F (1908)
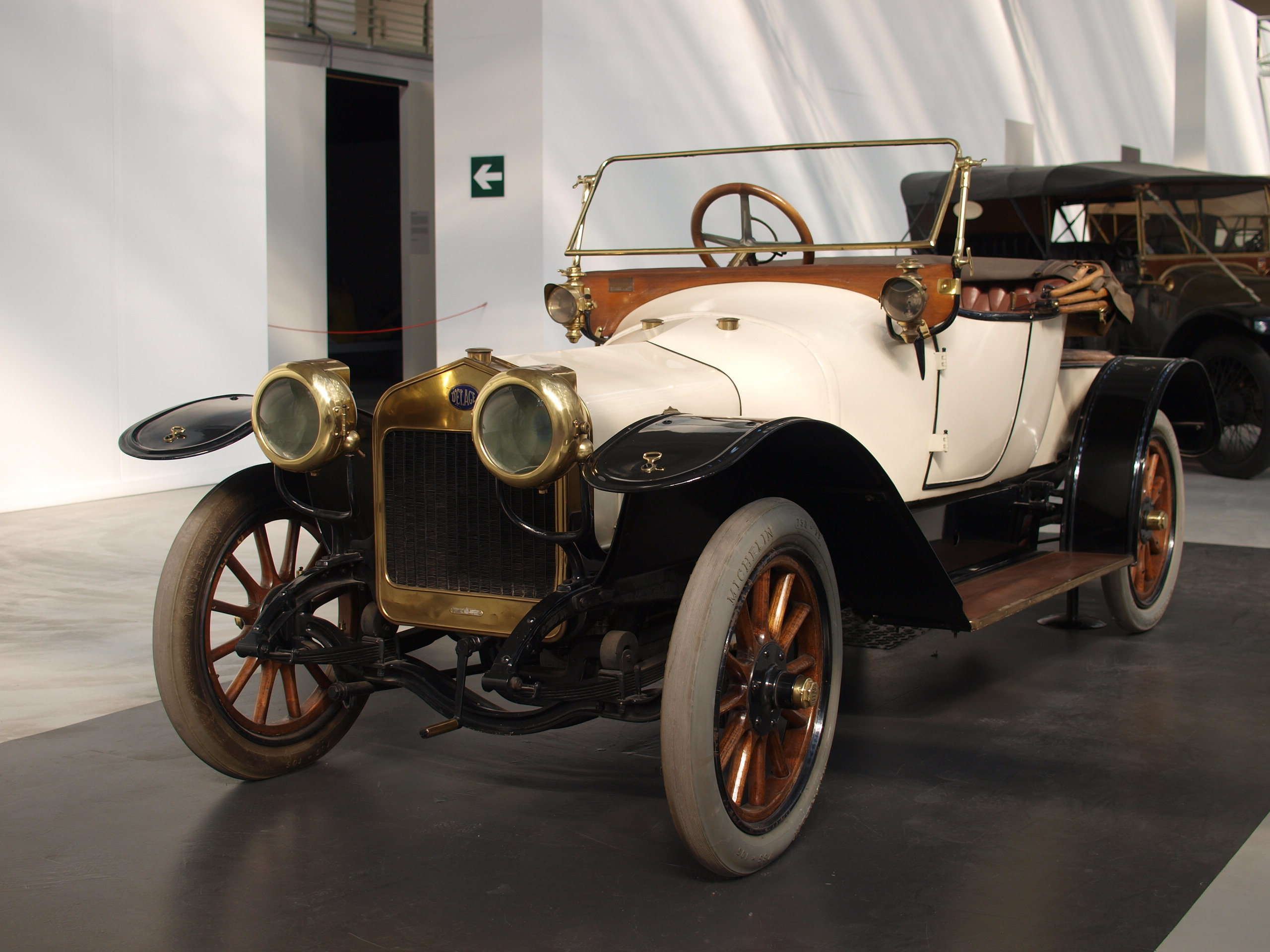
Delage Type AB (1913)
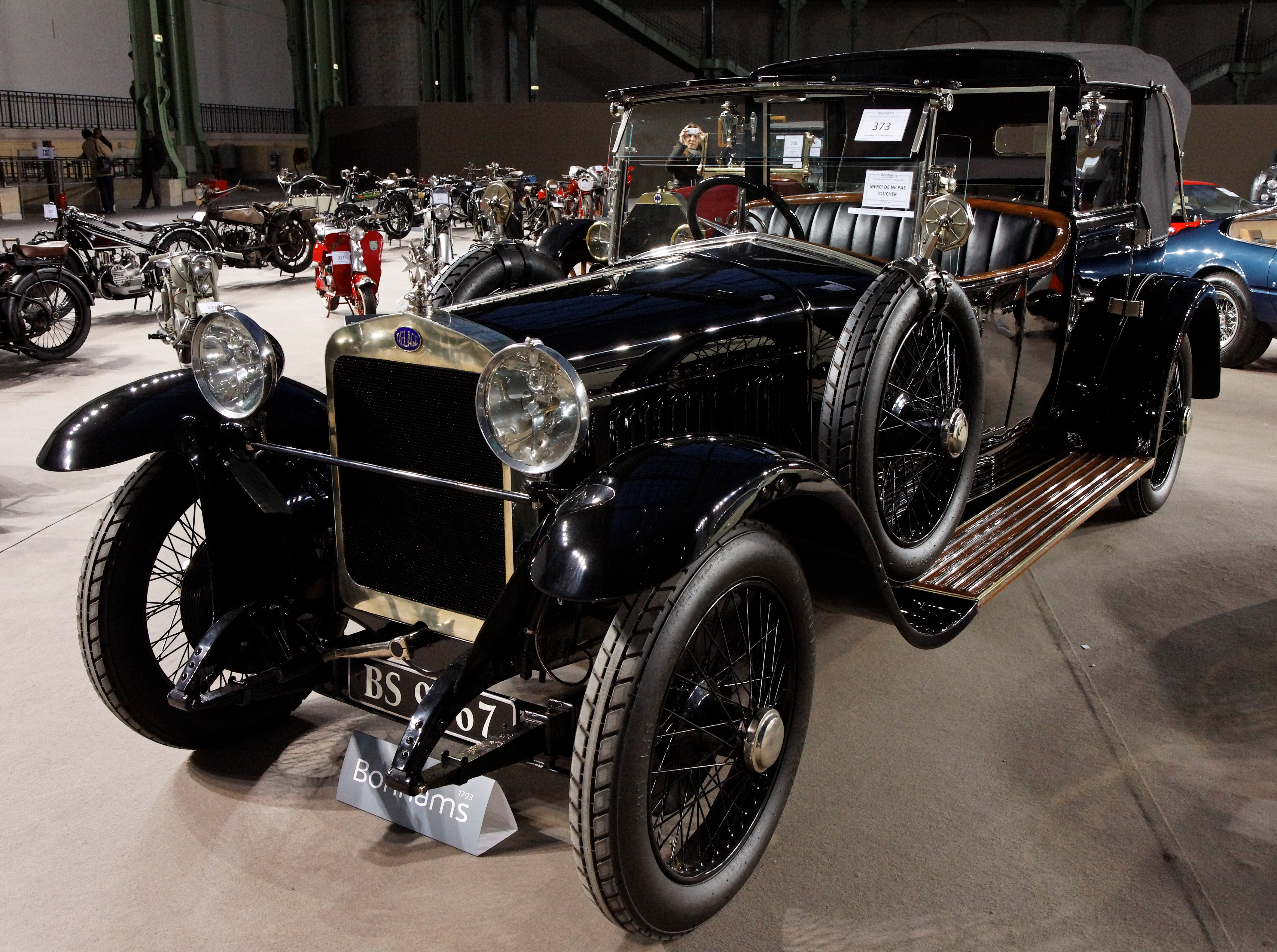
Delage Type CO (1920)
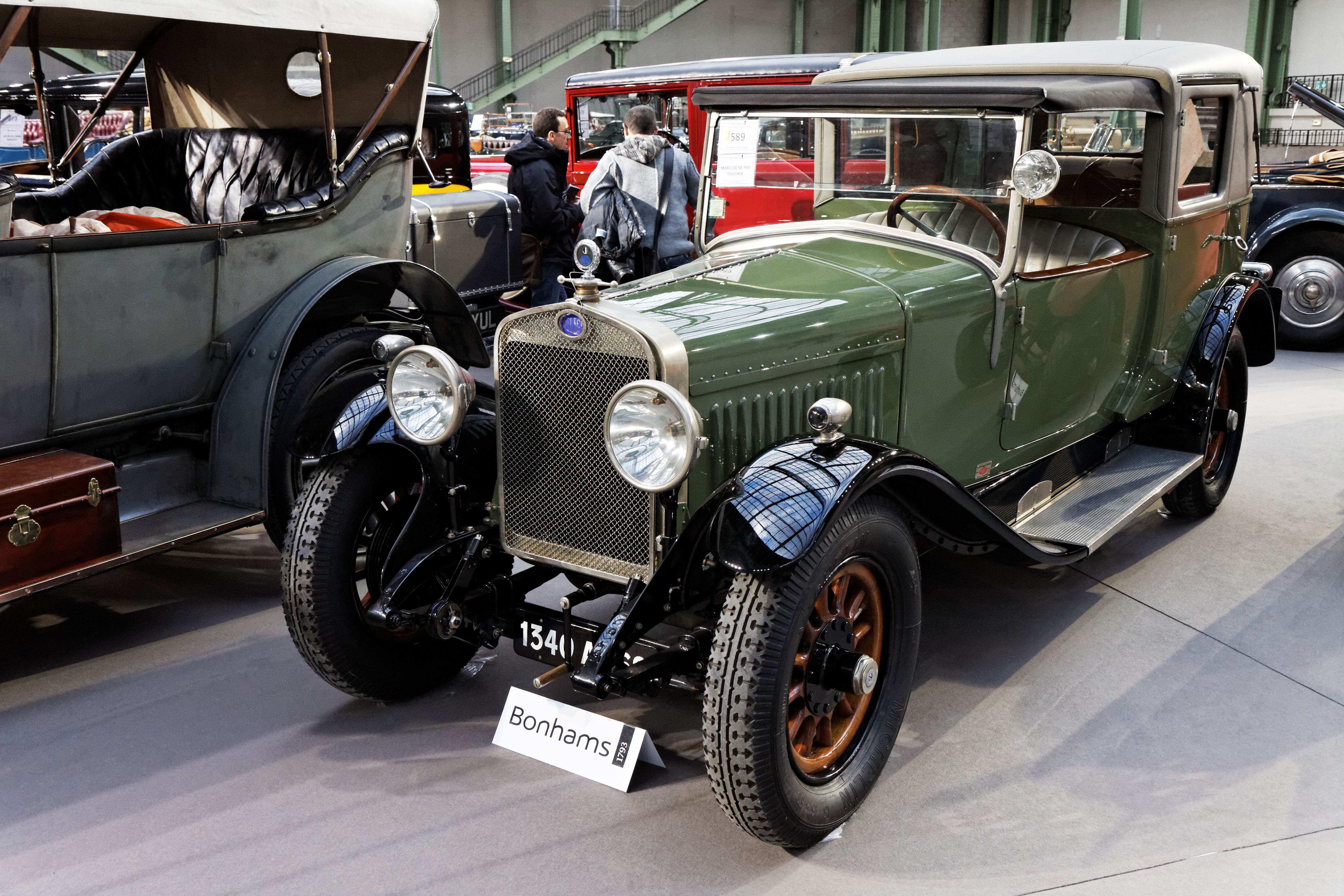
Delage Type DI (1927)
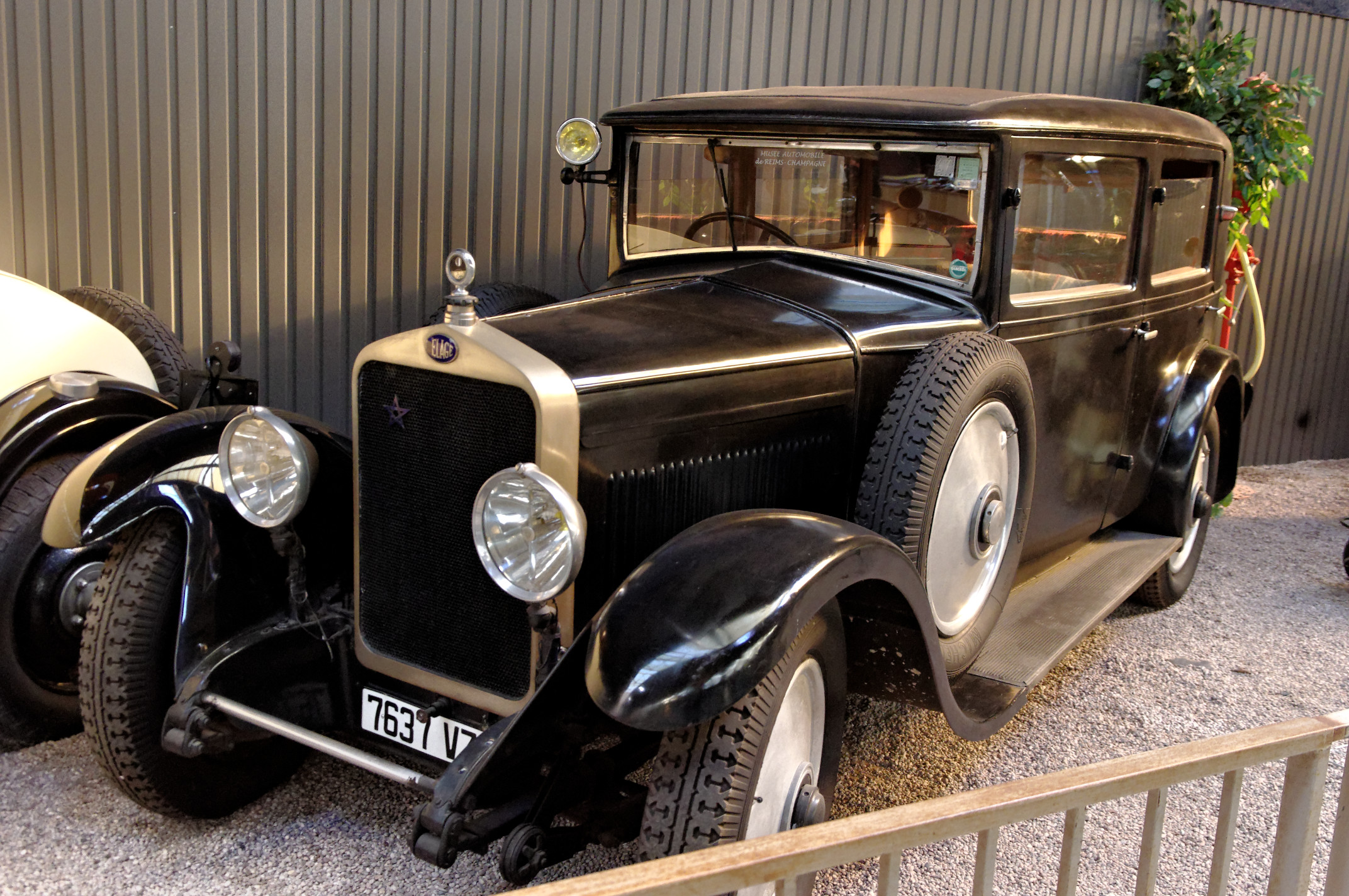
Delage DR 70 (1929)
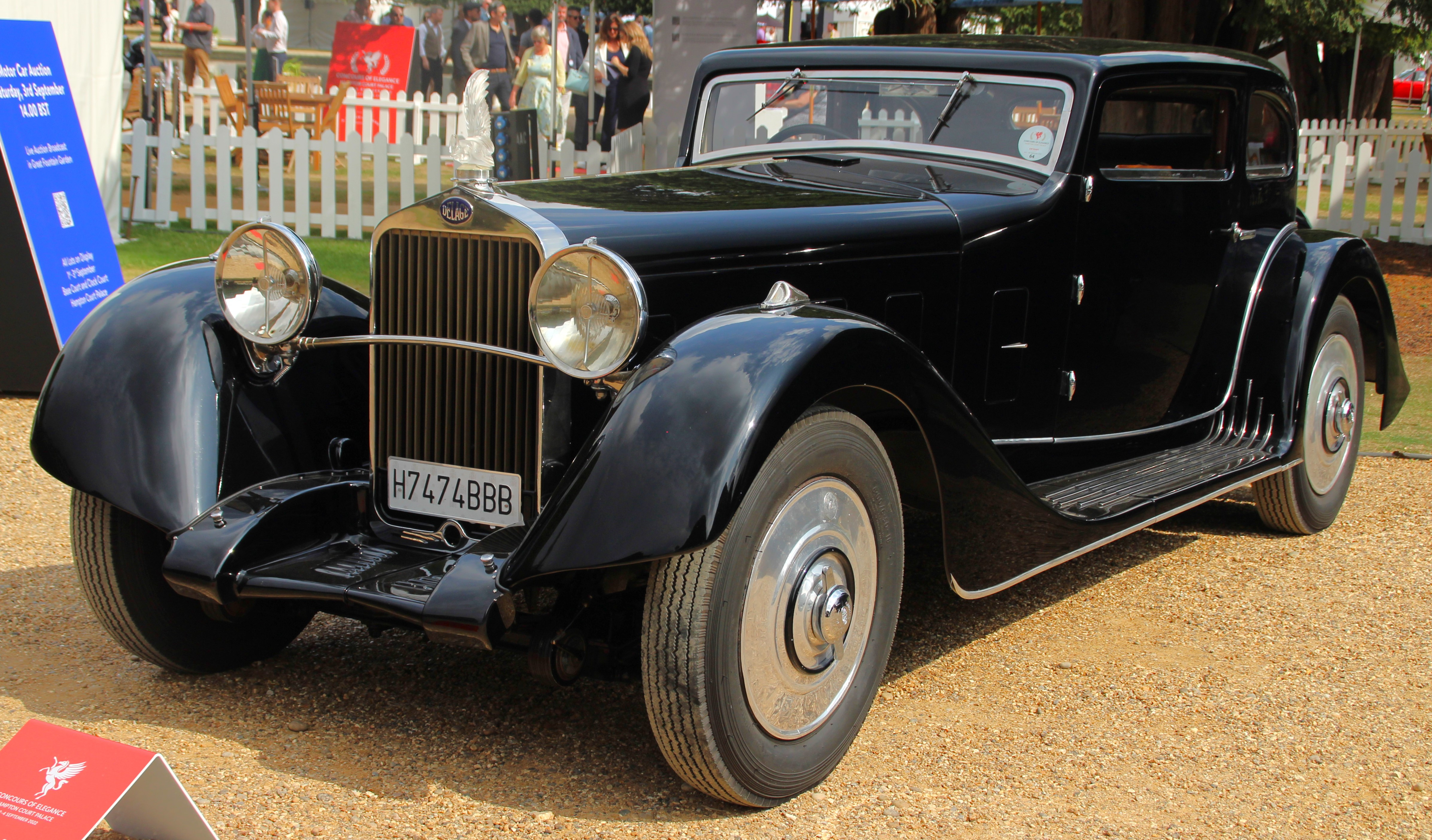
Delage D8 S (1933)
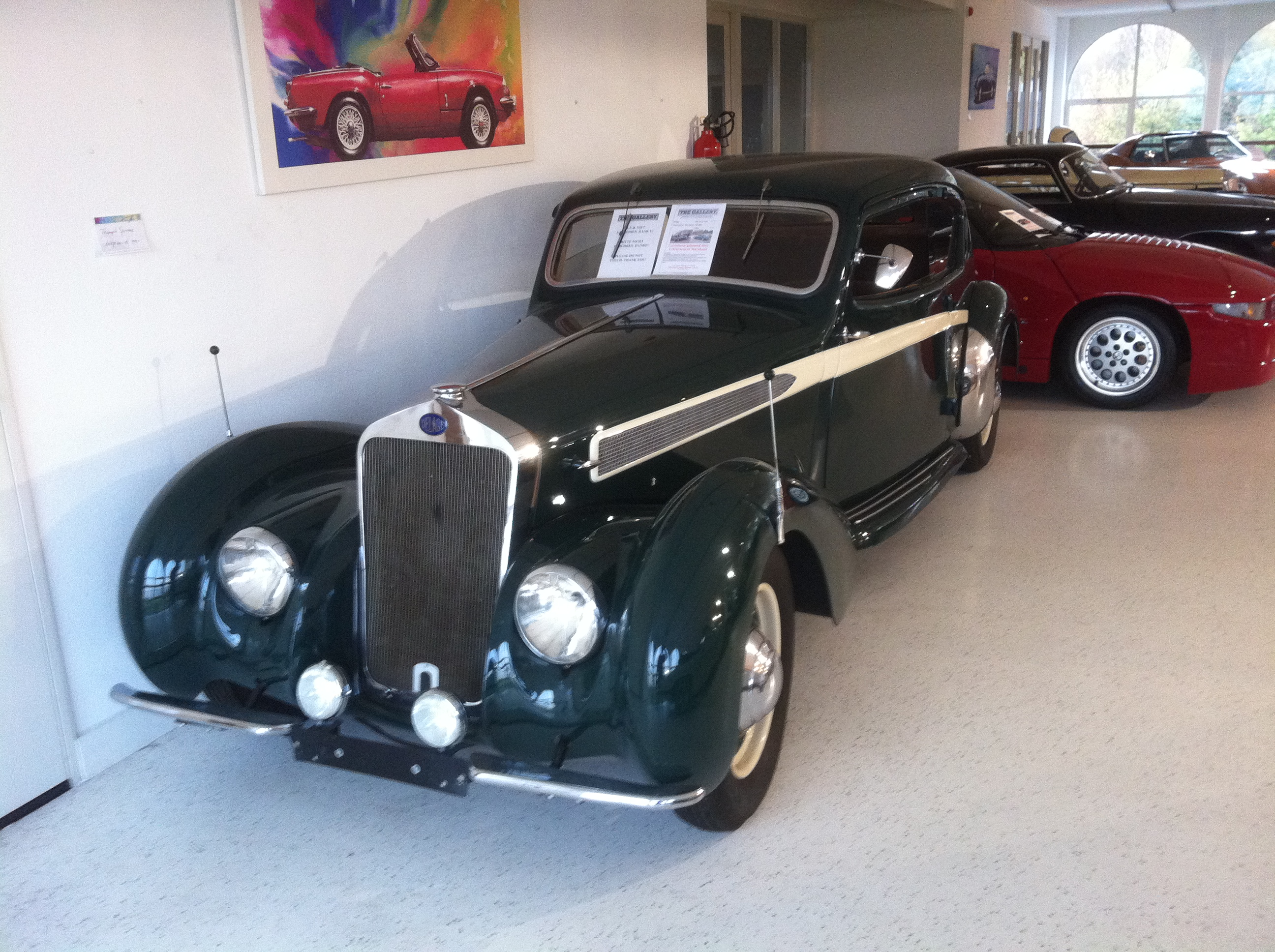
Delage D6 (1938)
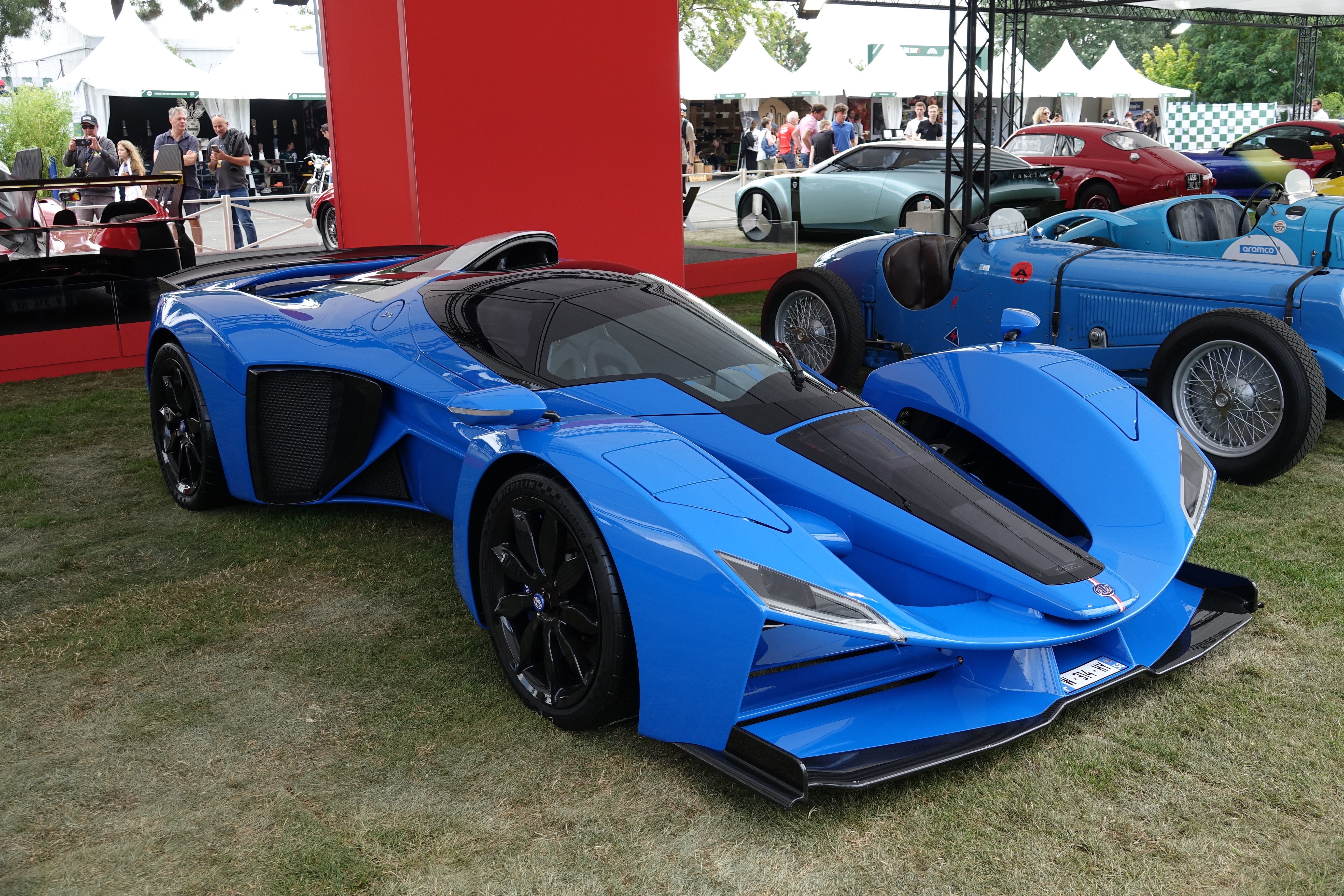
Delage D12 (2023)